# Freisinger Lukasbild

Gesamtansicht mit den Skulpturen von Philipp Dirr

Byzantinische Ikone um 1000 mit Beschlag des 14. Jh., seit 1440 in Freising, deshalb als Freisinger Lukasbild bezeichnet

Das Freisinger Lukasbild ist eine byzantinische Marienikone aus der Zeit um 1000, die der byzantinische Kaiser Manuel II. im Jahr 1400 dem Herzog von Mailand Gian Galeazzo Visconti geschenkt hatte, und die über dessen Verwandte an Nikodemus della Scala, den damaligen Fürstbischof von Freising gelangte, der die Ikone 1440 dem Freisinger Dom übertrug. Anschließend wurde das kostbare Marienbildnis im Dom von Freising und seit 1974 im dortigen Diözesanmuseum aufbewahrt.

## Geschichte

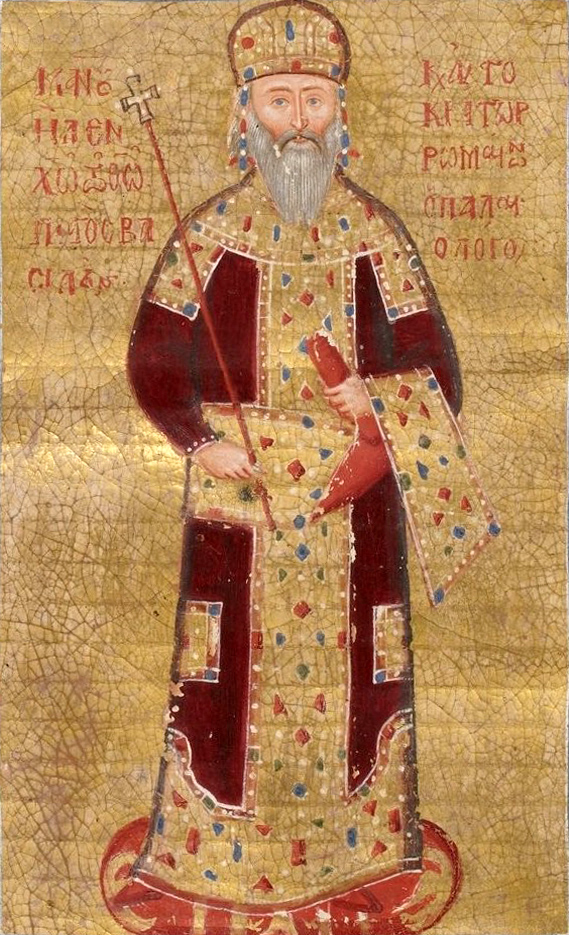
Manuel II. PalaiolOgos, byzantinischer Kaiser von 1391–1425

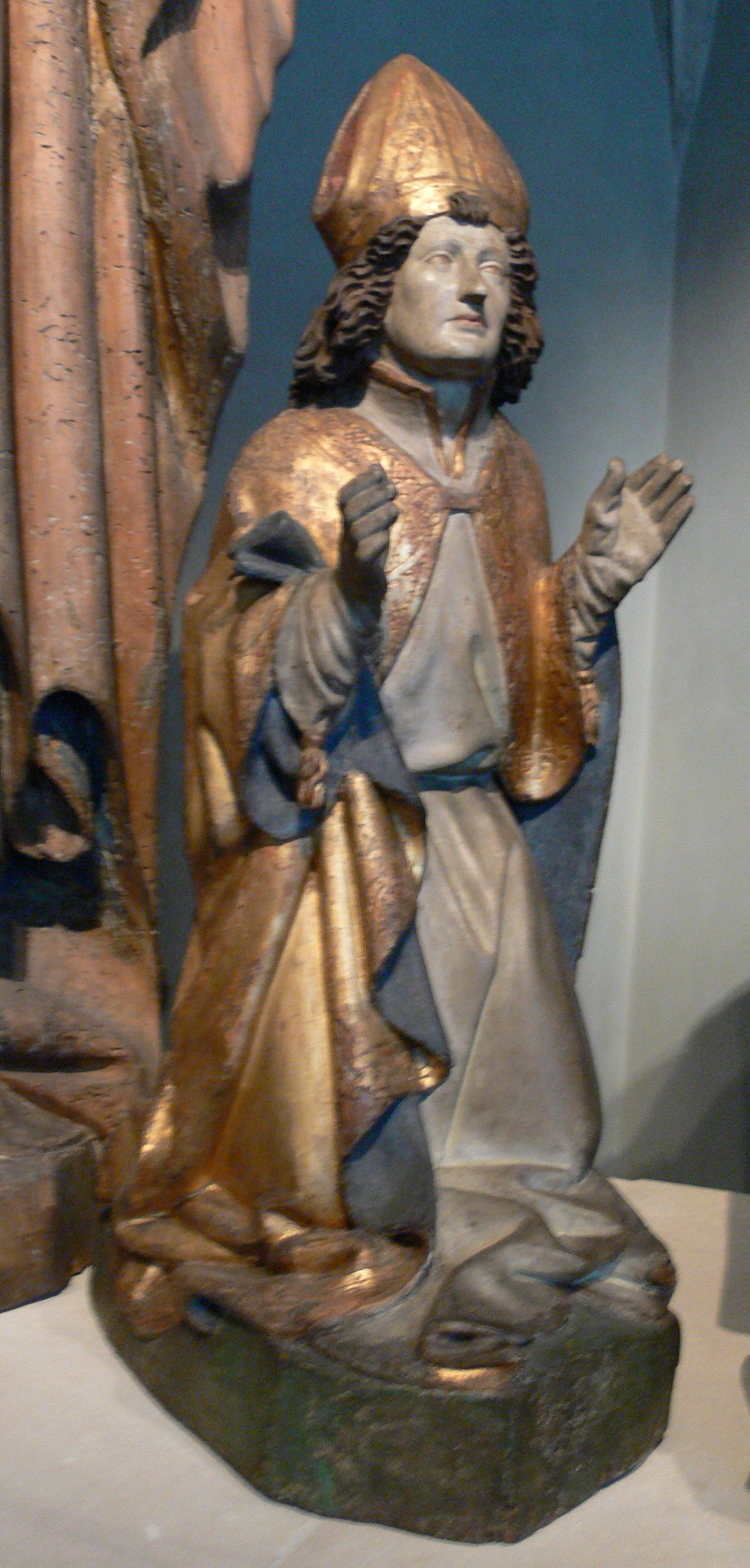
Nikodemus della Scala, Freisinger Fürstbischof von 1422–1443

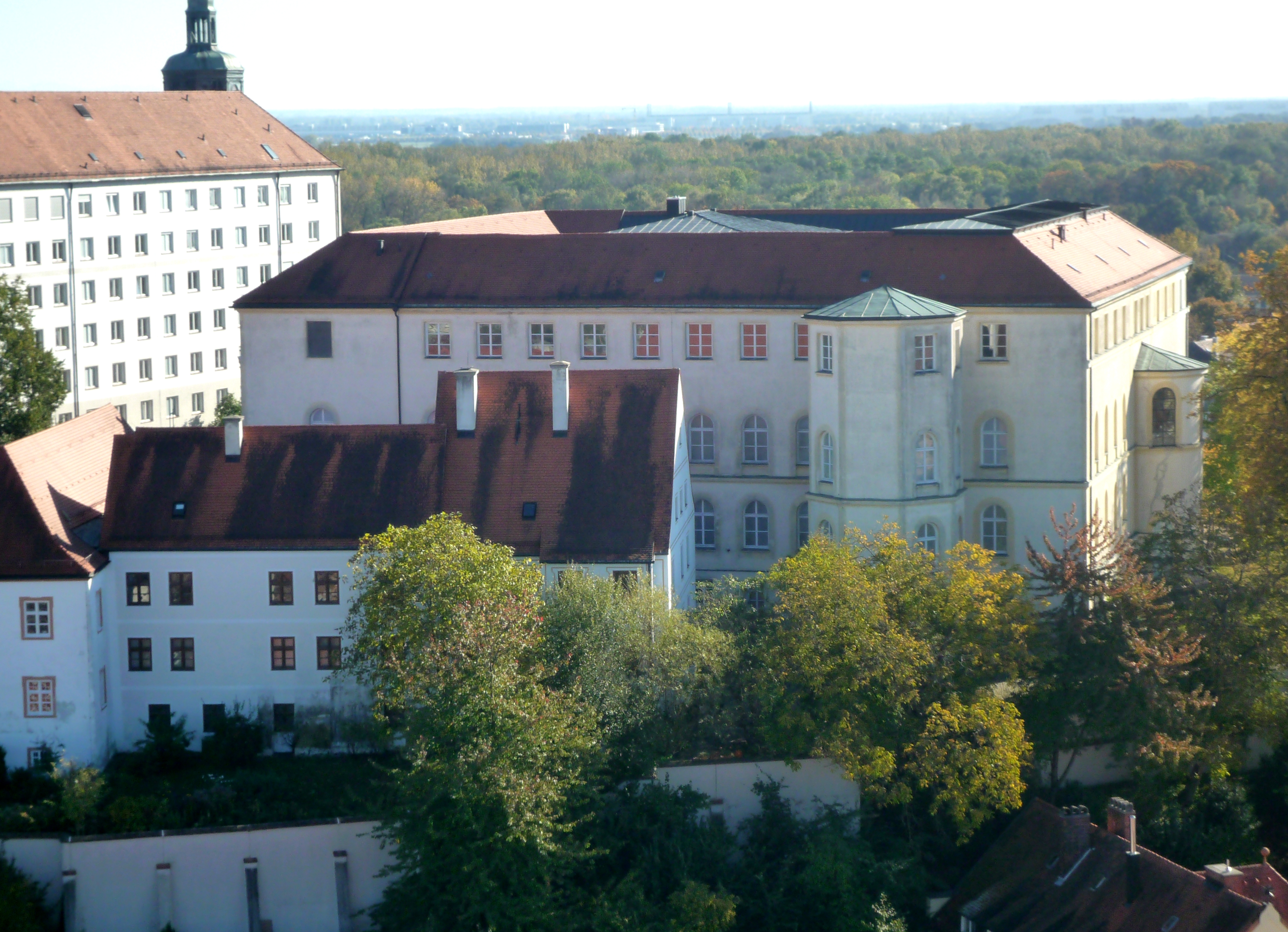
Diözesanmuseum auf dem Domberg in Freising

Der byzantinische Kaiser Manuel II. Palaiologos (* 1350, 1391–1425) hatte die Freisinger Ikone im Jahr 1400 dem damaligen Herzog Gian Galeazzo Visconti von Mailand geschenkt in Anerkennung seiner Hilfe im Kampf gegen die Osmanen. Die heute übliche Bezeichnung als „Lukasbild“ geht zurück auf die uralte, fromme Legende, wonach der Evangelist Lukas das nach ihm benannte ursprüngliche Marienbild gemalt haben soll, das dann in der Folgezeit immer wieder kopiert und auch mit allen Kopien besonders verehrt wurde.
Manuel II. war ein gebildeter Herrscher, von dem zahlreiche rhetorische und theologische Schriften stammen. Er vertrat die dogmatischen Positionen der Orthodoxie gegenüber dem Katholizismus und gegenüber dem Islam. Bekannt sind vor allem seine theologischen Unterredungen mit dem persischen Gelehrten Mudarris (um 1391), die 2006 in der Vorlesung von Papst Benedikt XVI. vor kirchlichen Würdenträgern und Wissenschaftlern in der Universität Regensburg zitiert wurden.
Nach den bisherigen Forschungsergebnissen verlief der Reiseweg der Ikone zunächst von ihrem vermutlichen Entstehungsort Konstantinopel über Mailand und England nach Freising.
1400 gelangte die Ikone (bereits mit dem wertvollen Beschlag) als Geschenk von Kaiser Manuel II. an Gian Galeazzo Visconti, Herzog von Mailand, sowie 1402 an dessen Cousine Lucia Visconti, die seit ihrer Heirat 1407 mit Edmund Holland, 4. Earl of Kent, auch Gräfin von Kent genannt wurde. Diese vermachte die Ikone ihrem Cousin zweiten Grades, dem Veroneser Stadtherrn Bronorius della Scala, der sie nach 1422 seinem nach Bayern übergesiedelten Bruder Nikodemus della Scala schenkte, der 1422 bis 1443 Fürstbischof von Freising war. Nikodemus della Scala übertrug die Ikone am 23. September 1440 seiner Kathedrale, dem Freisinger Mariendom, wo sie in der Folgezeit an den fünf Marienfesttagen zur Verehrung ausgestellt war.
Anfang des 17. Jahrhunderts wurde die Ikone in einem barocken Silberaltar des Doms präsentiert. Seit 1974 wird sie mit zahlreichen weiteren Kunstschätzen im Diözesanmuseum Freising aufbewahrt.

## Ikonografie

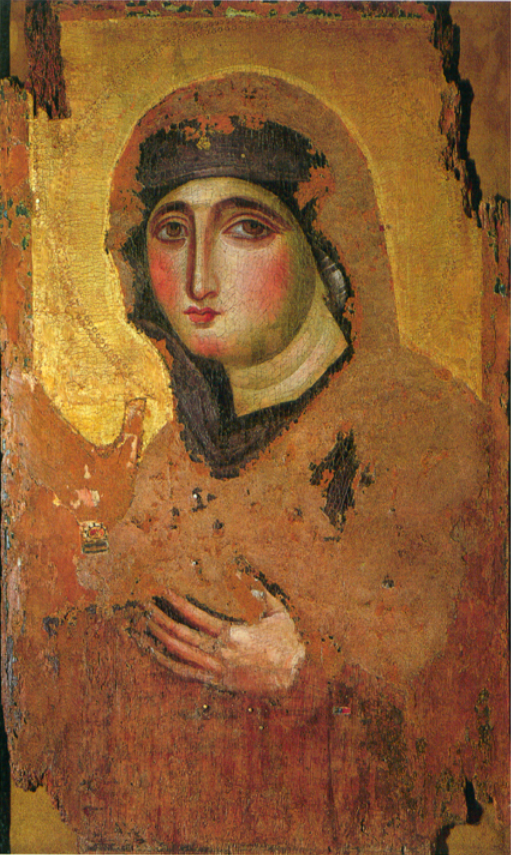
Maria Advocata in Santa Maria del Rosario auf dem Monte Mario in Rom, 6./7. Jahrhundert

Die Marien-Ikone gehört zu dem ikonografischen Typus der Hagiosoritissa (Ἁγιοσορίτισσα, von hagios = „heilig“, und soros = „Schrein“, also „Ikone beim Heiligen Schrein“), benannt nach dem alten Lukasbild in der Rotunde Hagia Soros der ehemaligen Chalkoprateiakirche zu Konstantinopel. Bei diesem Ikonentyp ist Maria dargestellt, wie sie bei Jesus Christus Fürbitte für die Menschheit hält; die deutsche Bezeichnung dieses Typus lautet entsprechend „Maria als Fürbitterin“. In der Motivwahl für die frühesten Marienikonen gingen die Darstellungen von Maria als Fürbitterin (ohne Kind) den Bildern der Gottesmutter mit Kind (z. B. Hodegetria) zeitlich voraus.
Das Freisinger Lukasbild zeigt die Gottesmutter Maria in seitlich nach links gewendeter Halbfigur, die Augen auf den Betrachter gerichtet, beide Hände bittend erhoben. Der leicht nach links geneigte Kopf wird von dem Schultertuch (Maphorion) mit dem „Gottesmutter-Stern“ umhüllt; diese spica (lat. „Kornähre“) galt als Zeichen der Jungfräulichkeit, hergeleitet von dem hellsten Stern gleichen Namens im Sternbild Jungfrau. Wie Maria sich als Fürbitterin einsetzt, hat der Ikonenmaler mit seinen Mitteln deutlich gemacht, indem er die bis zur Schulter angehobene linke Hand über den Bildrand hinaus bis auf die Umrandung der Ikone gemalt hat. Maria wendet sich mit erhobenen Händen und in leichter Körperdrehung gleichsam aus dem Bild heraus an Jesus Christus, um die ihr anvertrauten Bitten an ihn weiterzuleiten.
Das älteste, heute noch erhaltene Vorbild für die Freisinger Lukasikone ist das Marienbildnis der Maria Advocata, der Gottesmutter als Fürsprecherin aus dem 6./7. Jahrhundert. Diese Ikone wird heute in der Chiesa della Madonna del Rosario, der Klosterkirche der Dominikanerinnen auf dem Monte Mario in Rom verwahrt; sie ist auch unter den Namen der früheren Aufbewahrungsorte bekannt (Santa Maria in Tempulo, Madonna di San Sisto, Santa Maria di Santi Domenico e Sisto und Santa Maria del Rosario). Im Unterschied zur Maria Advocata und auch zu den zahlreichen nachempfundenen Ikonen wendet sich Maria auf dem Freisinger Lukasbild mit ihrer Fürsprache nicht nach rechts, sondern nach links.

## Beschreibung der Ikone und des Beschlags
Das Freisinger Lukasbild besteht heute aus der Ikone mit der ersten Malschicht der Maria als Fürbitterin, die wahrscheinlich um 1000 in Konstantinopel entstanden ist. Die ganze Ikone misst 27,8 cm × 21,5 cm, das Bildfeld 19,5 cm × 13,4 cm.
Auf der Ikone befand sich ursprünglich die – später übermalte – Beischrift Μ(HΤ)ΗΡ // ΘΕΟΥ (Mutter Gottes), deren beide Worte auf die linke und rechte obere Bildecke der Ikone verteilt waren.
Mit der Datierung der drei Malschichten der Ikone hat sich zuletzt das Internationale Symposium Freising 2016 befasst. Die unterste Malschicht entstand in der Zeit um 1000, während das Nussbaumholz der Ikone nach einer C-14-Analyse aus dem 10. Jahrhundert stammt. Die zweite Malschicht wurde wahrscheinlich bei Anbringung des Metallrahmens im 14. Jahrhundert aufgetragen.
In der zweiten Hälfte des 14. Jahrhunderts stiftete der Levit (Diakon) Manuel Dishypatos für die Ikone einen byzantinischen Goldschmiederahmen mit Emailarbeiten; als Stifter kommt nach neuesten Untersuchungen der um 1365 nachgewiesene, aus der Provinz Serrai stammende Diakon Manuel Dishypatos infrage, der auch in dem Stifterepigramm auf dem Beschlag der Ikone genannt ist:
„Es spricht der Kanstrisios (hoher Beamter), der dir (Gottesmutter) dies darbringt, Manuel Dishypatos, dem Rang nach Levit (Diakon). So nimm dies gnädig an, o Jungfrau, und gib mir dafür, dieses vergängliche Leben durch deine Fürbitten schmerzlos zu durchschreiten.“
Von Manuel Dishypatos stammen auch die Beischriften neben dem Nimbus der Gottesmutter:
Μ(ΗΤ)ΗΡ // ΘΕΟΥ
Η Ε/ΛΠ/ΙΣ/ΤΩ/Ν // ΑΠΕ/ΛΠ/ΙΣ/ΜΕ/ΝΩ/Ν	                                       	
(Mutter Gottes – Die Hoffnung der Hoffnungslosen)
In den Zwischenräumen der einzelnen Epigrammfelder auf dem Goldrahmen sind zehn Medaillons mit biblischen Themen eingefügt. Diese im Zellenschmelzverfahren aus Email hergestellten Medaillons von hervorragender Qualität stammen vermutlich aus einer für den byzantinischen Kaiserhof arbeitenden Werkstatt. Inschriften und Medaillons auf dem  Goldschmiederahmen sind im Inschriftenkatalog der Stadt Freising beschrieben, wie folgt:
„Der erste Teil der Weiheinschrift auf dem vor 1235 ergänzten Rahmen links auf der oberen Schmalseite (V, VI) beginnend, sich auf der rechten Längsseite fortsetzend (VII-IX). Der Beginn des zweiten Teils der Weiheinschrift oben auf der linken Längsseite (X-XII), das Ende auf der unteren Schmalseite (XIII, XIV). In die Zwischenräume der einzelnen Felder auf Veranlassung von Manuel Dishypatos zehn Medaillons eingefügt, bildliche Darstellungen mit neun Tituli enthaltend (XV-XXIII): In der Mitte der oberen Schmalseite der Gottesthron, flankiert von den Erzengeln Michael (ohne Inschrift) und Gabriel; auf den Längsseiten die Apostel Petrus und Paulus, darunter die hll.  Georg und Demetrius; auf der unteren Schmalseite die hll. Kosmas und Damian mit Pantaleon. Um 1300 vollständige Übermalung der Ikone mit dem gleichen Motiv und Hinzufügung des Beschlags mit zwei Bildbeischriften zu Seiten des Nimbus. 1964 Restaurierung und Untersuchung der Ikone durch das Doerner Institut.“
Kunsttechnische Untersuchungen der Ikone und des Silberbeschlags gab es 1964 und 2016/17. Dabei wurde versucht, die Herstellung und die Phasen der Veränderungen nachzuvollziehen und zu dokumentieren.
Der Silberaltar für die Lukas-Ikone wurde 1629 von dem Münchner Goldschmied Gottfried Lang  geschaffen, mit Stifterinschrift des Bischofs Veit Adam. In den Nischen die Evangelisten Lukas und Johannes.

## Hinweise
Am 21./22. April 2016 fand in Freising ein Internationales Symposium zum Freisinger Lukasbild statt unter dem Thema „Das Lukasbild – Strahlkraft über tausend Jahre“.
Im Oktober 2018 war das Freisinger Lukasbild  auf der Ausstellung „Byzantinische Ikonen von Thessaloniki“ im Kloster Vlatadon in Thessaloniki zu sehen.
Vom 26. November 2018 bis 5. März 2019 wurde das Freisinger Lukasbild in der Biblioteca Nazionale Marciana in Venedig, ausgestellt: „Die letzten Tage von Byzanz. Das Freisinger Lukasbild in Venedig“.